# Thue–Siegel–Roth-tétel
A Thue–Siegel–Roth-tétel, más néven Roth-tétel az algebrai számok approximációjának alapvető tétele. E tétel azt állítja, hogy az algebrai számok nem közelíthetők túl sokféleképpen racionális számokkal, rosszul approximálhatók. Itt a jól, illetve a rosszul fogalmát több mint ötven évbe telt tisztázni Joseph Liouville-től (1844) kezdve, majd Axel Thue (1909), Carl Ludwig Siegel (1921), Freeman Dyson (1947), és Klaus Roth (1955) is foglalkozott vele.

## Állítás
A tétel azt állítja, hogy egy irracionális algebrai szám, {\displaystyle \alpha } approximációs kitevője egyenlő 2-vel, vagyis adott {\displaystyle \epsilon >0}-ra az
{\displaystyle \left|\alpha -{\frac {p}{q}}\right|<{\frac {1}{q^{2+\epsilon }}}}
egyenlőtlenségnek véges sok {\displaystyle p} és {\displaystyle q} relatív prím egész megoldása van, ahogy Siegel sejtette. Így minden irracionális α számra
{\displaystyle \left|\alpha -{\frac {p}{q}}\right|>{\frac {C(\alpha ,\epsilon )}{q^{2+\epsilon }}}}
ahol {\displaystyle C(\alpha ,\epsilon )} pozitív szám, ami csak {\displaystyle \epsilon >0}-tól és {\displaystyle \alpha }-tól függ.

## Diszkussziója
Az első eredmény Liouville tétele volt, ami approximációs kitevőt adott a legalább másodfokú α algebrai számra, ahol a szám foka megegyezik a minimálpolinomjának fokával. Ez már elég arra, hogy belássuk, hogy vannak transzcendens számok. Thue megállapította, hogy a szám fokánál, d-nél kisebb kitevő hasznos lenne a diofantoszi egyenlőtlenségek megoldásában, és a Thue-tételben (1909) a d/2 + 1 + ε kitevőt adta meg. Siegel ezt a kitevőt 2√d-re, Dyson √(2d)-re javította 1947-ben.
Roth eredménye, a 2+ε bizonyos értelemben a lehető legjobb, mert a fenti állítás nem működik ε = 0-val; Dirichlet approximációs tétele szerint ekkor végtelen sok megoldás van. Ennek ellenére Serge Lang felvetette azt a sejtést, hogy az
{\displaystyle \left|\alpha -{\frac {p}{q}}\right|<{\frac {1}{q^{2}\log(q)^{1+\epsilon }}}}
egyenletnek véges számú megoldása van p-ben és q-ban. Ha α végigfut az összes valós számon, a transzcendenseken is, akkor Roth és Lang következtetése majdnem minden α-ra fennáll. Így mindkét eredmény, a tétel és a sejtés is azt állítja, hogy egy nullmértékű halmaz kivételével mindenütt teljesül.
A tétel nem ad használható korlátokat adott α esetén p-re és q-ra. Davenport és Roth (1955) megmutatta, hogy Roth módszere alkalmas p/q becslésére. Azonban mivel C(ε)-t nem tudjuk kiszámítani, az egyenlet megoldása vagy a megoldásokra korlátok adása csak távoli cél lehet.

## A bizonyítás módszere
A bizonyítás módszere egy több változós segédfüggvényt használ, ami ellentmondáshoz vezet túl sok túl jó approximáció esetén. Természeténél fogva nem hatásos. Felhasználható egyes diofantoszi egyenletek megoldásainak számának korlátozása.

## Általánosításai
Magasabb dimenzióban Schmidt altér tétele. Más kiterjesztések használják például a p-adikus metrikát, Roth módszerén alapulva.
LeVeque általánosította a módszert, hogy megmutassa, hasonló korlátok teljesülnek más számtestek fölött. Legyen H(ξ) a ξ algebrai szám magassága, azaz minimálpolinomjának együtthatóinak legnagyobb abszolút értéke! Legyen adva egy κ>2 szám! Ekkor egy adott α algebrai számra egy K testben az
{\displaystyle |\alpha -\xi |<{\frac {1}{H(\xi )^{\kappa }}}}
egyenletnek véges sok megoldása van K-ban.